# Ichchapuram
Ichchapuram é uma cidade e um município no distrito de Srikakulam, no estado indiano de Andhra Pradesh.

## Geografia
Ichchapuram está localizada a 19° 07′ N, 84° 42′ L. Tem uma altitude média de 7 metros (22 pés).

## Demografia
Segundo o censo de 2001, Ichchapuram tinha uma população de 32 650 habitantes. Os indivíduos do sexo masculino constituem 48% da população e os do sexo feminino 52%. Ichchapuram tem uma taxa de literacia de 53%, inferior à média nacional de 59.5%: a literacia no sexo masculino é de 64% e no sexo feminino é de 44%. Em Ichchapuram, 13% da população está abaixo dos 6 anos de idade.